# Så funkar det
Så funkar det är ursprungligen en barnbok, vars titel har blivit ett talesätt och numera lever sitt eget liv:
- boken Så funkar det! (1974), en faktabok för barn av Joe Kaufman utgiven på förlaget Carlsen/if, originaltitel What makes it go? (juni 1972).
- en serie faktaböcker för barn utgivna 1976–1978 av Carlsen/if.
- boken Stora Så funkar det boken (1988) av Joe Kaufman.
- en serie faktaböcker för barn utgivna 1990–1996 av Carlsen/if och Bonnier Carlsen.
- boken Nya Så funkar det : maskiner, uppfinningar och den nya tekniken (1999) av David Macaulay och Neil Ardley, originaltitel The new way things work (1998).

Anspelningar på barnböckerna:
- CD-albumet What Makes it Go? (1998) med popbandet Komeda från Umeå.
- broschyren Så funkar det (32 sidor, 1999) av Mattias Hartmann, Uppsala universitet/Uppsala studentkår.
- boken Bög - så funkar det (1999) av Calle Norlén.
- boken Media - så funkar det (egentligen) (2000) av Mattias Hansson.
- boken Att bli pappa : så funkar det (2001) av Jonas Helling.
- radioprogrammet Så funkar det (2001-2003, 2017) och podden med samma namn (2017-) med Anders och Måns i Sveriges Radio P3.
- tidningsartikeln "Nationalvänstern – så funkar den" av Rasmus Fleischer i Arena nr. 1/2004, om begreppet nationalvänster.
- broschyren Kollektivavtal – så funkar det (25 sidor, 2004) från Tjänstemännens centralorganisation.
- broschyren EU – så funkar det! : allt du behöver veta om EU och lite till (2005) av Carmilla Floyd.
- boken Så funkar det! ADHD : snubbeltråden (2005) av Gunilla Carlsson-Kendall, Agneta Hellström.

Sök efter så funkar det i Libris-katalogen för fler träffar.